# فهرست روزهای ملی استقلال کشورها
فهرست روزهای ملی استقلال کشورهای جهان، که از مهم‌ترین مناسبت‌ها در هر کشور است و معمولاً آن روز را جشن می‌گیرند.

## فهرست
| کشور                   | تاریخ                                                                     | استقلال | Event                                                                 |
| ---------------------- | ------------------------------------------------------------------------- | --- | --------------------------------------------------------------------- |
| آبخاز                  | ۴ جولای                                                                   | پایان جنگ در آبخازیا ۱۹۹۲ تا ۱۹۹۳ - که روز آزادی هم نامیده می‌شود |                                                                       |
| آلبانی                 | نوامبر ۲۸                                                                 | علان توسط اسماعیل کمالی در ۱۹۱۲ و signalled the end of پنج قرن of امپراتوری عثمانی rule. | Dita e Pavarësisë                                                     |
| الجزایر                | ژوئیه ۵                                                                   | استقلال از فرانسه در ۱۹۶۲. |                                                                       |
| آنگولا                 | نوامبر ۱۱                                                                 | استقلال از پرتغال در ۱۹۷۵. |                                                                       |
| آنتیگوآ و باربودا      | نوامبر ۱                                                                  | استقلال از بریتانیا در ۱۹۸۱. |                                                                       |
| آرژانتین               | ژوئیه ۹                                                                   | Independence علان از امپراتوری اسپانیا در ۱۸۱۶. |                                                                       |
| ارمنستان               | مه ۲۸ سپتامبر ۲۱                                                          | اعلامیه استقلال از امپراتوری عثمانی در ۱۹۱۸. استقلال از اتحاد شوروی در ۱۹۹۱. | روز ملی                                                               |
| اتریش                  | اکتبر ۲۶                                                                  | Restoratiin of sovereignty در ۱۹۵۵ | روز ملی                                                               |
| جمهوری آذربایجان       | مه ۲۸ October ۱۸                                                          | استقلال از امپراتوری روسیه در ۱۹۱۸. Independence re-علان از اتحاد شوروی در ۱۹۹۱ |                                                                       |
| باهاما                 | ژوئیه ۱۰                                                                  | استقلال از بریتانیا در ۱۹۷۳. |                                                                       |
| بنگلادش                | March ۲۶                                                                  | Independence was علان از پاکستان و this led to a nine-month war ending در دسامبر ۱۶، ۱۹۷۱. | Independence Day of Bangladesh                                        |
| باربادوس               | نوامبر ۳۰                                                                 | استقلال از بریتانیا در ۱۹۶۶. |                                                                       |
| بلاروس                 | ژوئیه ۳                                                                   | The liberatiin of Minsk after several years of German occupatiدر در ۱۹۴۴. |                                                                       |
| بلژیک                  | ژوئیه ۲۱                                                                  | استقلال از هلند (انقلاب بلژیک) در October ۴، ۱۸۳۰. لئوپولد یکم بلژیک takes the oath as first king of the Belgians در July ۲۱، ۱۸۳۱. | روز ملی                                                               |
| بلیز                   | سپتامبر ۲۱                                                                | استقلال از بریتانیا در September ۲۱، ۱۹۸۱. | سپتامبر Celebrations                                                  |
| بنین                   | اوت ۱                                                                     | استقلال از فرانسه در ۱۹۶۰. |                                                                       |
| بولیوی                 | اوت ۶                                                                     | استقلال از اسپانیا در ۱۸۲۵. |                                                                       |
| بوسنی و هرزگوین        | March ۱                                                                   | استقلال از جمهوری فدرال سوسیالیستی یوگسلاوی در ۱۹۹۲. | Independence Day (Bosnia and Herzegovina)                             |
| بوتسوانا               | سپتامبر ۳۰                                                                | استقلال از بریتانیا در ۱۹۶۶. |                                                                       |
| برزیل                  | سپتامبر ۷                                                                 | برزیل از پرتغال در 1822. Recognized در August ۲۹، ۱۸۲۵. | Independence Day (Brazil)                                             |
| بلغارستان              | March ۳                                                                   | استقلال از امپراتوری عثمانی در ۱۸۷۸. |                                                                       |
| برونئی                 | ژانویه ۱                                                                  | استقلال از بریتانیا در ۱۹۸۴ |                                                                       |
| بورکینافاسو            | اوت ۵                                                                     | استقلال از فرانسه در ۱۹۶۰ |                                                                       |
| بوروندی                | ژوئیه ۱                                                                   | استقلال از بلژیک در ۱۹۶۲ |                                                                       |
| کامبوج                 | نوامبر ۹                                                                  | استقلال از فرانسه در ۱۹۵۳ |                                                                       |
| کامرون                 | ژانویه ۱                                                                  | استقلال از فرانسه و بریتانیا. |                                                                       |
| کیپ ورد                | ژوئیه ۵                                                                   | استقلال از پرتغال در ۱۹۷۵. |                                                                       |
| جمهوری آفریقای مرکزی   | اوت ۱۳                                                                    | استقلال از فرانسه در ۱۹۶۰. |                                                                       |
| چاد                    | اوت ۱۱                                                                    | استقلال از فرانسه در ۱۹۶۰. |                                                                       |
| شیلی                   | فوریه 12 و September ۱۸                                                   | علان استقلال از اسپانیا در that date در 1818. Actually, Chileans celebrate the جنگ استقلال شیلی، September 18. This date was not recognized as such until April ۲۵، ۱۸۴۴. |                                                                       |
| کلمبیا                 | ژوئیه 20 و August ۷                                                       | استقلال از اسپانیا در ۱۸۱۰. |                                                                       |
| جمهوری دموکراتیک کنگو  | June ۳۰                                                                   | استقلال از بلژیک در ۱۹۶۰. |                                                                       |
| کاستاریکا              | سپتامبر ۱۵                                                                | استقلال از اسپانیا در ۱۸۲۱. |                                                                       |
| ساحل عاج               | اوت ۷                                                                     | استقلال از فرانسه در ۱۹۶۰. |                                                                       |
| کرواسی                 | اکتبر ۸                                                                   | استقلال از جمهوری فدرال سوسیالیستی یوگسلاوی در 1991. Independence was علان، after the مه 19 referendum, توسط the Parliament در June 25 - the date is celebrated as Statehood Day; but a three-month moratorium was imposed as a result of the Brijuni Agreement, و در October 8 the ties with SFR Yugoslavia were formally severed. |                                                                       |
| کوبا                   | مه ۲۰                                                                     | استقلال از ایالات متحده آمریکا در ۱۹۰۲. |                                                                       |
| قبرس                   | اکتبر ۱                                                                   | استقلال از بریتانیا در August 16, 1960, but Cyprus Independence Day is commonly celebrated در October ۱. |                                                                       |
| جمهوری چک              | اکتبر 28 و January ۱                                                      | As چکسلواکی، marking استقلال از اتریش-مجارستان در October 28, 1918. As the جمهوری چک after the split of چکسلواکی در ۱۹۹۳. |                                                                       |
| جیبوتی                 | June ۲۷                                                                   | استقلال از فرانسه در ۱۹۷۷ |                                                                       |
| دومینیکا               | نوامبر ۳                                                                  | استقلال از بریتانیا در ۱۹۷۸ |                                                                       |
| جمهوری دومینیکن        | فوریه ۲۷                                                                  | استقلال از هائیتی در 1844, after a 22-year occupation. |                                                                       |
| تیمور شرقی             | مه ۲۰                                                                     | استقلال از پرتغال در 2002 (recognition, East Timor was invaded توسط Indonesia از 1975 to 1999, officially it never ceased to be considered as administrated توسط Portugal). |                                                                       |
| اکوادور                | اوت 10 و May ۲۴                                                           | Proclaimed استقلال از اسپانیا در August 10, 1809, اما failed with the execution of all the conspirators of the movement در August 2, 1810. Independence finally occurred در ۲۴ مه ۱۸۲۲ در Battle of Pichincha. |                                                                       |
| السالوادور             | سپتامبر ۱۵                                                                | استقلال از اسپانیا در ۱۸۲۱ |                                                                       |
| اریتره                 | مه ۲۴                                                                     | استقلال از اتیوپی در ۱۹۹۳. | Independence Day (Eritrea)                                            |
| استونی                 | فوریه ۲۴ August ۲۰                                                        | Independence از امپراتوری روسیه در ۱۹۱۸. Independence re-علان از اتحاد شوروی در ۱۹۹۱ |                                                                       |
| فیجی                   | اکتبر ۱۰                                                                  | استقلال از بریتانیا در ۱۹۷۰. |                                                                       |
| فنلاند                 | December ۶                                                                | استقلال از روسیه در 1917. Recognized در January ۴، ۱۹۱۸. | Independence Day (Finland)                                            |
| گابن                   | اوت ۱۷                                                                    | استقلال از فرانسه در ۱۹۶۰. |                                                                       |
| گامبیا                 | فوریه ۱۸                                                                  | استقلال از بریتانیا در ۱۹۶۵. |                                                                       |
| گرجستان                | مه 26 April 9                                                             | Day of First Republic در ۱۹۱۸. استقلال از اتحاد شوروی در ۱۹۹۱. |                                                                       |
| غنا                    | March ۶                                                                   | استقلال از بریتانیا در ۱۹۵۷. |                                                                       |
| یونان                  | March ۲۵                                                                  | اعلامیه استقلال از امپراتوری عثمانی در 1821. Start of the جنگ استقلال یونان |                                                                       |
| گرنادا                 | فوریه ۷                                                                   | استقلال از بریتانیا در ۱۹۷۴. |                                                                       |
| گواتمالا               | سپتامبر ۱۵                                                                | استقلال از اسپانیا در ۱۸۲۱. |                                                                       |
| گینه                   | اکتبر ۲                                                                   | استقلال از فرانسه در ۱۹۵۸. |                                                                       |
| گینه بیسائو            | سپتامبر ۲۴                                                                | اعلامیه استقلال از پرتغال در ۱۹۷۳. |                                                                       |
| گویان                  | مه ۲۶                                                                     | استقلال از بریتانیا در ۱۹۶۶. |                                                                       |
| هائیتی                 | ژانویه ۱                                                                  | اعلامیه استقلال از فرانسه در ۱۸۰۴. |                                                                       |
| هندوراس                | سپتامبر ۱۵                                                                | استقلال از اسپانیا در ۱۸۲۱. |                                                                       |
| مجارستان               | March ۱۵                                                                  | Márciusi ifjak ("March youths"), memorial day of the 1848 Revolution | روز ملی                                                               |
| ایسلند                 | December ۱                                                                | استقلال از دانمارک در ۱۹۱۸. |                                                                       |
| هند                    | اوت ۱۵                                                                    | (Fifteenth of August) جنبش استقلال هند از بریتانیا در ۱۹۴۷. |                                                                       |
| اندونزی                | اوت ۱۷                                                                    | اعلامیه Independence day (Hari Proklamasi Kemerdekaan R.I. ) از هلند در 1945. The هلند acknowledged Indonesian independence و sovereignty در ۱۹۴۹. |                                                                       |
| عراق                   | اکتبر ۳                                                                   | استقلال از بریتانیا در ۱۹۳۲. |                                                                       |
| جمهوری ایرلند          | April ۲۴                                                                  | Proclamatiدر of the Irish Republic commencing the قیام عید پاک در April ۲۴، ۱۹۱۶. استقلال از بریتانیا. |                                                                       |
| اسرائیل                | Iyar ۵ (در or between April 15 و May 15, depending در the گاه‌شماری عبری). | (سالروز استقلال اسرائیل) استقلال از British Mandate for Palestine, which took place در ۱۴ مه ۱۹۴۸ (5 Iyar 5708 در the گاه‌شماری عبری). Yom Ha'atzmaut is celebrated در the Tuesday, Wednesday or Thursday nearest to 5 Iyar, so it occurs between 3 and 6 Iyar each year; this means that the holiday can fall any time between و including April 15 و May 15, according to the گاه‌شماری میلادی. | سالروز استقلال اسرائیل                                                |
| جامائیکا               | اوت ۶                                                                     | استقلال از بریتانیا در ۱۹۶۲. |                                                                       |
| اردن                   | مه ۲۵                                                                     | استقلال از بریتانیا در ۱۹۴۶. |                                                                       |
| قزاقستان               | December ۱۶                                                               | استقلال از اتحاد شوروی در ۱۹۹۱. |                                                                       |
| کنیا                   | December ۱۲                                                               | استقلال از بریتانیا در ۱۹۶۳. |                                                                       |
| کره شمالی              | سپتامبر ۹                                                                 | Founding of the DPRK در ۱۹۴۸. |                                                                       |
| کره جنوبی              | اوت ۱۵                                                                    | (Gwangbokjeol) استقلال از ژاپن در ۱۹۴۵. (استقلال از Japan was علان در March 1, 1919. August 15, 1945 is the official Liberation Day کره) |                                                                       |
| کوزوو                  | فوریه ۱۷                                                                  | استقلال از صربستان در ۲۰۰۸. |                                                                       |
| کویت                   | فوریه ۲۵                                                                  | استقلال از بریتانیا در ۱۹۶۱. |                                                                       |
| قرقیزستان              | اوت ۳۱                                                                    | استقلال از اتحاد شوروی در ۱۹۹۱. |                                                                       |
| لائوس                  | ژوئیه ۱۹                                                                  | استقلال از فرانسه در July ۱۹، ۱۹۴۹. |                                                                       |
| لتونی                  | نوامبر 18 و May ۴                                                         | استقلال از روسیه در November ۱۸، ۱۹۱۸. استقلال از اتحاد شوروی در May ۴، ۱۹۹۰ |                                                                       |
| لبنان                  | نوامبر ۲۲                                                                 | استقلال از فرانسه در ۱۹۴۳. |                                                                       |
| لسوتو                  | اکتبر ۴                                                                   | استقلال از بریتانیا در ۱۹۶۶. |                                                                       |
| لیبریا                 | ژوئیه ۲۶                                                                  | Independence از ایالات متحده آمریکا در ۱۸۴۷. |                                                                       |
| لیبی                   | December ۲۴                                                               | استقلال از ایتالیا در December ۲۴، ۱۹۵۱. |                                                                       |
| لیتوانی                | فوریه 16 و March ۱۱                                                       | Act of Independence of Lithuania: استقلال از امپراتوری روسیه و امپراتوری آلمانs در February 1918; Act of the Re-Establishment of the State of Lithuania: استقلال از اتحاد شوروی در مارس ۱۹۹۰. |                                                                       |
| مقدونیه شمالی          | سپتامبر ۸                                                                 | (Den na nezavisnosta یا Ден на независноста) استقلال از جمهوری فدرال سوسیالیستی یوگسلاوی در ۱۹۹۱. |                                                                       |
| ماداگاسکار             | June ۲۶                                                                   | استقلال از فرانسه در ۱۹۶۰. |                                                                       |
| مالاوی                 | ژوئیه ۶                                                                   | استقلال از بریتانیا در ۱۹۶۴. |                                                                       |
| مالزی                  | اوت ۳۱                                                                    | (Hari Merdeka) استقلال از بریتانیا در ۱۹۵۷ (با عنوان Federation of Malaya). |                                                                       |
| مالدیو                 | ژوئیه ۲۶                                                                  | استقلال از بریتانیا در ۱۹۶۵. |                                                                       |
| مالی                   | سپتامبر ۲۲                                                                | استقلال از فرانسه در ۱۹۶۰. |                                                                       |
| مالت                   | سپتامبر ۲۱                                                                | (Independence Day (Malta)) استقلال از بریتانیا در ۱۹۶۴. |                                                                       |
| موریس                  | March ۱۲                                                                  | استقلال از بریتانیا در ۱۹۶۸. |                                                                       |
| مکزیک                  | سپتامبر ۱۶                                                                | (Grito de Dolores) استقلال از اسپانیا علان در ۱۸۱۰. Recognized در September ۲۷، ۱۸۲۱. |                                                                       |
| مولدووا                | اوت ۲۷                                                                    | (Independence Day) اعلامیه Independence از اتحاد شوروی در ۱۹۹۱. | روز ملی                                                               |
| مغولستان               | December 29                                                               | استقلال از دودمان چینگ در 1911. However, the newly تأسیس Mongolian government was weak to resist the اشغال the ROC در ۱۹۱۹ و later White Russia در early 1921. After ousting Ungern's forces, the new communist government was officially تأسیس در June 11, 1921. |                                                                       |
| مونته‌نگرو              | مه ۲۱                                                                     | استقلال از State union with صربستان، در ۲۰۰۶ |                                                                       |
| مراکش                  | نوامبر ۱۸                                                                 | استقلال از فرانسه و اسپانیا در ۱۹۵۶ |                                                                       |
| موزامبیک               | June ۲۵                                                                   | استقلال از پرتغال در ۱۹۷۵ |                                                                       |
| میانمار                | ژانویه ۴                                                                  | استقلال از بریتانیا در ۱۹۴۸ | Independence Day (Burma)                                              |
| جمهوری آرتساخ          | سپتامبر ۲                                                                 | استقلال از اتحاد جماهیر شوروی سوسیالیستی در ۱۹۹۱. | روز ملی                                                               |
| نامیبیا                | March ۲۱                                                                  | استقلال از آفریقای جنوبی mandate در ۱۹۹۰ |                                                                       |
| نائورو                 | ژانویه ۳۱                                                                 | استقلال از استرالیا، نیوزیلند و بریتانیا در ۱۹۶۸ |                                                                       |
| هلند                   | مه ۵                                                                      | (Bevrijdingsdag) Liberation از آلمان نازی در ۱۹۴۵ | روز ملی                                                               |
| نیکاراگوئه             | سپتامبر ۱۵                                                                | استقلال از اسپانیا در ۱۸۲۱ |                                                                       |
| نیجر                   | اوت ۳                                                                     | استقلال از فرانسه در ۱۹۶۰ |                                                                       |
| نیجریه                 | اکتبر ۱                                                                   | استقلال از بریتانیا در ۱۹۶۰ |                                                                       |
| قبرس شمالی             | سپتامبر ۲                                                                 | اعلامیه استقلال از قبرس در ۱۹۸۳. (Partially recognised) |                                                                       |
| پاکستان                | اوت ۱۴                                                                    | (روز آزادی پاکستان) استقلال از بریتانیا در 27 Ramadan ul Mubarik, August ۱۴، ۱۹۴۷. |                                                                       |
| پاناما                 | نوامبر ۲۸                                                                 | استقلال از اسپانیا، celebrated در November ۲۸، ۱۸۲۱، اما after that Panama was member of the "Gran Colombia" تا ۱۹۰۳. The 1903 separation از کلمبیا is also celebrated as a official holiday day در November ۳. |                                                                       |
| پاپوآ گینه نو          | سپتامبر ۱۶                                                                | استقلال از استرالیا of the former Territory of Papua و New Guinea در ۱۹۷۵. |                                                                       |
| پاراگوئه               | مه ۱۴                                                                     | (Día de Independencia) استقلال از اسپانیا در ۱۸۱۱. |                                                                       |
| پرو                    | ژوئیه ۲۸                                                                  | استقلال از اسپانیا در ۱۸۲۱. |                                                                       |
| فیلیپین                | June ۱۲                                                                   | Commemorates 1898 declaration توسط امیلیو آگوینالدو during the انقلاب فیلیپین against اسپانیا. The Republic of the Philippines achieved self-rule از ایالات متحده آمریکا در July 4, 1946, و celebrated July 4 as Independence Day until ۱۹۶۴. The date of the holiday was moved 1964, with the signing of Republic Act No. 4166.</ref> | Araw ng Kalayaan                                                      |
| لهستان                 | نوامبر ۱۱                                                                 | Restoratiدر of Poland's independence در ۱۹۱۸ پس از ۱۲۳ سال از تجزیه لهستان توسط امپراتوری روسیه، پادشاهی پروس، و امپراتوری هابسبورگ. | Święto Niepodległości                                                 |
| پرتغال                 | December ۱                                                                | The country's original independence (از پادشاهی لئون) was recognized در October 5, 1143. That day is a holiday در Portugal, but for a different reason. (Implantatiدر of the Republic, or Republic Day. Event of 1910.) Note that none of these events are similar to today's declarations or recognitiدر of independence as these are در fact the recognitiدر of the rule of a king to the land. Portugal existed as a separate entity before 1143 و during the uniدر with Spaدر between 1580 و ۱۶۴۰. | ۱۶۴۰ restoratiدر of Portuguese استقلال از اتحادیه ایبری with اسپانیا. |
| جمهوری کنگو            | اوت ۱۵                                                                    | استقلال از فرانسه در ۱۹۶۰. |                                                                       |
| رومانی                 | مه ۹                                                                      | استقلال از امپراتوری عثمانی در ۱۸۷۷ (see the جنگ یکپارچگی رومانی). |                                                                       |
| رواندا                 | ژوئیه ۱                                                                   | استقلال از بلژیک در ۱۹۶۲. |                                                                       |
| سنت کیتس و نویس        | سپتامبر ۱۹                                                                | استقلال از بریتانیا در ۱۹۸۳. |                                                                       |
| سنت وینسنت و گرنادین‌ها | اکتبر ۲۷                                                                  | استقلال از بریتانیا در ۱۹۷۹. |                                                                       |
| ساموآ                  | ژانویه ۱                                                                  | استقلال از نیوزیلند در ۱۹۶۲. |                                                                       |
| سائوتومه و پرنسیپ      | ژوئیه ۱۲                                                                  | استقلال از پرتغال در ۱۹۷۵. |                                                                       |
| سنگال                  | April ۴                                                                   | استقلال از فرانسه در ۱۹۶۰. |                                                                       |
| صربستان                | فوریه ۱۵                                                                  | استقلال از امپراتوری عثمانی در ۱۸۰۴. |                                                                       |
| سیشل                   | June ۲۹                                                                   | استقلال از بریتانیا در ۱۹۷۶. |                                                                       |
| سیرالئون               | April ۲۷                                                                  | استقلال از بریتانیا در ۱۹۶۱. |                                                                       |
| سنگاپور                | اوت ۹                                                                     | Marks دولت‌شهر's secession/expulsion از مالزی در ۱۹۶۵. | روز ملی (Singapore)                                                   |
| اسلواکی                | ژوئیه ۱۷                                                                  | اعلامیه Independence در 1992 (only a remembrance day), دوژوره independence came در January 1, 1993 after the division of چکسلواکی (public holiday). |                                                                       |
| اسلوونی                | December 26 و June ۲۵                                                     | (Independence و Unity Day) Date of the release of the official results of the independence همه‌پرسی در 1990, confirming تجزیه‌طلبی از جمهوری فدرال سوسیالیستی یوگسلاوی. (Statehood Day) علان استقلال از یوگسلاوی در ۱۹۹۱. |                                                                       |
| جزایر سلیمان           | ژوئیه ۷                                                                   | استقلال از بریتانیا در ۱۹۷۸. |                                                                       |
| سومالی‌لند              | مه ۱۸                                                                     | علان استقلال از Somalia در May 18, 1991 as the Republic of Somaliland, but remains unrecognized internationally. | Independence Day                                                      |
| آفریقای جنوبی          | December ۱۱                                                               | استقلال از بریتانیا در ۱۹۳۱. Not a public holiday. اتحادیه آفریقای جنوبی formed در ۳۱ مه ۱۹۱ و آفریقای جنوبی علان در ۳۱ مه ۱۹۶۱ و gained independence under minority rule در ۱۹۹۴ پس از آپارتاید |                                                                       |
| سودان جنوبی            | ژوئیه ۹                                                                   | استقلال از سودان در ۲۰۱۱. |                                                                       |
| سری‌لانکا               | فوریه ۴                                                                   | استقلال از بریتانیا در ۱۹۴۸. | Independence Day (Sri Lanka)                                          |
| سودان                  | ژانویه ۱                                                                  | استقلال از مصر و بریتانیا در ۱۹۵۶. |                                                                       |
| سورینام                | نوامبر ۲۵                                                                 | استقلال از هلند در ۱۹۷۵. |                                                                       |
| اسواتینی               | سپتامبر ۶                                                                 | استقلال از بریتانیا در ۱۹۶۸. |                                                                       |
| سوئد                   | June ۶                                                                    | (روز ملی سوئد) celebrates the election of پادشاه گوستاو اول سوئد در ۱۵۲۳ و قانون‌های اساسی جدید در ۱۸۰۹ و ۱۹۷۴. |                                                                       |
| سوئیس                  | اوت ۱                                                                     | (روز ملی سوئیس) Alliance against the امپراتوری مقدس روم در ۱۲۹۱. |                                                                       |
| سوریه                  | April ۱۷                                                                  | (عید خروج) روزی است که در آن تحت‌الحمایگی فرانسه با خروج آخرین سرباز فرانسوی از سوریه در سال ۱۹۴۶ به پایان می‌رسد. |                                                                       |
| تاجیکستان              | سپتامبر ۹                                                                 | استقلال از اتحاد شوروی در ۱۹۹۱. |                                                                       |
| تانزانیا               | December ۹                                                                | Independence of تانگانیکا از بریتانیا در ۱۹۶۱. |                                                                       |
| توگو                   | April ۲۷                                                                  | استقلال از فرانسه در ۱۹۶۰. |                                                                       |
| تونگا                  | June ۴                                                                    | Termination of protectorate status under the بریتانیا در ۱۹۷۰. |                                                                       |
| ترینیداد و توباگو      | اوت ۳۱                                                                    | استقلال از بریتانیا در ۱۹۶۲. |                                                                       |
| تونس                   | March ۲۰                                                                  | اعلامیه استقلال از فرانسه در ۱۹۵۶. |                                                                       |
| ترکیه                  | اکتبر ۲۹                                                                  | ترکیه becomes a republic following the dissolution of the امپراتوری عثمانی جنگ استقلال ترکیه در ۱۹۲۳. |                                                                       |
| ترکمنستان              | اکتبر ۲۷                                                                  | اعلامیه استقلال از اتحاد شوروی در ۱۹۹۱. |                                                                       |
| اوکراین                | اوت 24 و January ۲۲                                                       | (День незалежності) استقلال از اتحاد شوروی در اوت 24, 1991. Unification of Ukraine در January 22, 1919. |                                                                       |
| امارات متحده عربی      | December ۲                                                                | (روز ملی) استقلال از بریتانیا در ۱۹۷۱. |                                                                       |
| ایالات متحده آمریکا    | ژوئیه ۴                                                                   | (روز استقلال ایالات متحده آمریکا) اعلامیه استقلال ایالات متحده آمریکا از پادشاهی بریتانیای کبیر در ۱۷۷۶. | روز استقلال ایالات متحده آمریکا                                       |
| اروگوئه                | اوت ۲۵                                                                    | (Declaratoria de la Independencia) اعلامیه استقلال از برزیل در ۱۸۲۵. |                                                                       |
| ازبکستان               | سپتامبر ۱                                                                 | استقلال از اتحاد شوروی در ۱۹۹۱. |                                                                       |
| وانواتو                | ژوئیه ۳۰                                                                  | استقلال از بریتانیا و فرانسه در ۱۹۸۰. |                                                                       |
| ونزوئلا                | ژوئیه ۵                                                                   | اعلامیه استقلال از اسپانیا در ۱۸۱۱. |                                                                       |
| ویتنام                 | سپتامبر ۲                                                                 | Proclamation of استقلال از ژاپن و فرانسه در ۱۹۴۵. |                                                                       |
| یمن                    | نوامبر ۳۰                                                                 | یمن جنوبی اعلامیه استقلال از بریتانیا در ۱۹۶۷. |                                                                       |
| زامبیا                 | اکتبر ۲۴                                                                  | استقلال از بریتانیا در ۱۹۶۴. |                                                                       |
| زیمبابوه               | April ۱۸                                                                  | استقلال از بریتانیا در۱۹۸۰. |                                                                       |